# Thiên Trụ
Thiên Trụ (chữ Hán giản thể: 天柱县, bính âm: Tiānzhù Xiàn, âm Hán Việt: Thiên Trụ huyện) là một huyện thuộc Châu tự trị dân tộc Miêu và dân tộc Đồng Kiềm Đông Nam, tỉnh Quý Châu, Cộng hòa Nhân dân Trung Hoa. Huyện này có diện tích 2201 km², dân số năm 2002 là 380.000 người. Mã số bưu chính của huyện Thiên Trụ là 556600. Chính quyền huyện đóng ở trấn Phượng Thành. Về mặt hành chính, huyện này được chia thành 3 nhai đạo, 11 trấn và 2 hương.
- Nhai đạo: Phượng Thành, Xã Học, Bang Động.
- Trấn: Bình Địa, Cao Nhưỡng, Thạch Động, Lan Điền, Độ Mã, Ông Động, Bạch Thị, Giang Đông, Viễn Khẩu, Bộn Xứ và Trúc Lâm.
- Hương: Chú Khê và Địa Hồ.